# Catió (sector)
Catió é um sector da região administrativa de Tombali na Guiné-Bissau com 1.020,1 quilômetros quadrados.